# Brainard, Nebraska
Brainard, Nebraska (енгл. Brainard) град је у америчкој савезној држави Небраска.

## Демографија
По попису из 2010. године број становника је 330, што је 21 (-6,0%) становника мање него 2000. године.
| Група             | 2000.       | 2010.       |
| Белци             | 349 (99,4%) | 327 (99,1%) |
| Афроамериканци    | 0 (0,0%)    | 0 (0,0%)    |
| Азијати           | 0 (0,0%)    | 0 (0,0%)    |
| Хиспаноамериканци | 0 (0,0%)    | 3 (0,9%)    |
| Укупно            | 351         | 330         |